# 버스를 타다
《버스를 타다》(Bus Stop)는 한국에서 제작된 주형진 감독의 2006년 드라마, 공포, 스릴러 영화이다. 하시은 등이 주연으로 출연하였다.

## 출연

### 주연
- 하시은
- 김보희
- 오미애

## 기타
- 프로듀서: 한화성
- 조명: 노광민
- 조명: 이승원
- 조명: 주형진
- 조명: 주영단
- 조명: 김의관
- 조감독: 박정
- 녹음: 서재영
- 믹싱: 장광수
- 믹싱: 유승완
- 미술: 노광민
- 미술: 이승원
- 미술: 주형진
- 미술: 주영단
- 미술: 김의관
- 애니메이션: 박주혜
- 선곡: 주형진